# Toshiko Mori
Toshiko Mori (nascuda el 1951) és una arquitecta japonesa establerta als Estats Units. És fundadora y directora de Toshiko Mori Architect, TMA (1981), i de VisionArc.
Actualment és professora en Pràctica de la Arquitectura, a l'Escola de Disseny de la Universitat Harvard, on presidí del departament d'arquitectura del 2002 al 2008.

## Educació
Mori es graduà a l'Escola d'Art (1971) i a l'Escola d'Arquitectura (1976) de la Universitat Copper Union. El 1996 rebé el títol honorífic M. Arch de l'escola de Disseny de la Universitat Harvard.

## Carrera professional
Abans de fundar el seu propi estudi, Toshiko Mori Architect, Toshiko Mori treballà per Edward Larrebee Barnes. Està registrada per poder exercir d'arquitecta als estats de Connecticut, Florida, Maine, Massachusetts, Michigan, Minnesota, Missouri, New Jersey, Nova York, Rhode Island i Washington D.C.. Fou contractada per l'escola de disseny de la Universitat Harvard el 1995, on presidí el departament d'Arquitectura del 2002 al 2008. Per ara ha impartit classes a l'escola arquitectura de la Cooper Union, a la Universitat de Colúmbia i a la Universitat Yale. Va impartir classes sobre arquitectura de teixits, materials i procediments de construcció de l'arquitectura, innovacions estructurals i el rol dels i les arquitectes com agents de canvi en un context global.
Recentment ha combinat la seva tasca acadèmica amb el desenvolupament de centres comunitaris i centres artístics amb fins no lucratius. Destaca el Centre Cultural Thread, realitzat al 2015 a el Senegal. El projecte concebut com a Nova Residència per a Artistes en Senegal, fou realitzat pro-bono i guanyà un premi AIA New York Chapter i fou seleccionat per a la Bienal d'Arquitectura de Venècia. Es tracta d'un edifici dissenyat i construït amb materials locals i els constructors locals compartiren els seus coneixements del treball amb bambú, maons i sostres de palla. La combinació de tècnicas tradicionals i innovacions de disseny, aportades per Mori, han fet de l'edifici una obra singular, amb coberta a dos aigües, que ajudarà a arreplegar, al voltant del 40% de l'aigua de pluja, per a ser utilitzada per a ús domèstic dels habitants de la casa.
Durant els més de trentra anys de carrera professional ha fet projectes molt diferents, tant de caràcter residencial com institucional, cultural o comercial. Entre els seus projectes residencials s'inclouen habitatges unifamiliars en diversos països i ciutats com Nova York, Mongòlia, Taiwan o Àustria. Ha fet projectes per a la Universitat de Brown i la Universitat de Syracuse, entre d'altres, i pertany a l'equip de disseny del Master Plan de la Universitat de Nova York.

## Edificis i projectes destacats[1]
- Brooklyn Children's Museum Rooftop Pavilion Brooklyn, Nova York.
- New York University Master Plan.
- Centre de Visitants del complex Darwin D. Martin House, Buffalo, Nova York.
- Teatre, biblioteca, museu i Hudson Park Boulevard Subway Canopy, Nova York.
- Poe Park Visitor Center, Bronx.
- 2015. Centre Cultural Thread, Senegal.[6]

## Premis i reconeixements
Toshiko Mori ha rebut, al llarg de la seua trajectòria professional, nombrosos premis i distincions, dels que citem uns pocs més avall. El 2014 fou inclosa en la llista AD100 Architectural Digest's, la qual reuneix, des de 1990, a les i els arquitectes i dissenyadors més destacats del món. A més, Toshiko Mori és presidenta del Consell d'Agenda Global sobre Disseny en el Fòrum Econòmic Mundial, sent l'encarregada de l'estudi i la investigació sobre arquitectura sostenible.
- 2011: "WAF Award Finalist", Centre d'Excel·lència de Siracusa.
- 2010: Premi de la Comissió de Disseny Público de la Ciutat de Nova York per Excel·lència en Disseny, Terrat del Pavelló del Museu de Nens en Brooklyn; "WAF Award Finalist", Pavelló Greatbatch; "American Architecture Award Finalist", Pavelló Greatbatch; Premi de Excel·lència "AIA New York State", Pavelló Greatbatch; Premi d'Honor d'Arquitectura de l'"AIA New York Chapter", Pavelló Greatbatch.
- 2009: Premi d'Honor de l'"AIA Buffalo/Western New York", Pavelló Greatbatch; Premi Projecte d'Honor de l'"AIA New York Chapter", Newspaper Café.
- 2008: Premi d'Excel·lència de l'"AIA New York State", ampliació de la Casa al Golf de Mèxic I; Premi Projecte d'Honor de l'"AIA New York Chapter"; Centre de Excel·lència de Siracusa.
- 2007: Premi de Disseny de la Comissió d'Arte de la Ciutat de Nova York, Centre de Visitants "Poe Park".
- 2006: "Design Life Now: National Design Triennial 2006", Museu Nacional de Disseny "Cooper-Hewitt".
- 2004/2005: Millor Arquitectura en l'Exposició de Disseny, secció d'EE.UU. de l'Associació Internacional de Crítics d'Art.